# Frankenstein oltre le frontiere del tempo
Frankenstein oltre le frontiere del tempo (Frankenstein Unbound) è un film scritto, prodotto e diretto da Roger Corman nel 1990. È anche l'ultimo film in ordine di tempo, diretto dal prolifico regista e produttore statunitense. È basato sul romanzo Frankenstein liberato (Frankenstein Unbound, 1973) di Brian Aldiss, liberamente ispirato ai personaggi del romanzo Frankenstein (1818) di Mary Shelley.

## Trama
Nella ipotetica Nuova Los Angeles del 2031, uno scienziato (voce narrante del film) sta conducendo degli studi per la realizzazione di un'arma potentissima. Nel corso degli esperimenti accidentalmente si apre una "porta spazio-temporale" che lo catapulta con la sua autovettura (che di fatto diventa una macchina del tempo) nel passato. Finito in una osteria della Svizzera del 1817, incontra un uomo che dice di chiamarsi Victor Frankenstein.
Il protagonista fa in seguito la conoscenza di Mary Wollstonecraft Godwin, non ancora sposata Shelley, la futura autrice del romanzo Frankenstein o il Prometeo moderno. I due fanno un giro in auto nelle campagne della Svizzera ottocentesca (non visti dalla popolazione); per mezzo del computer della sua auto, lo scienziato si fa inviare dalla sua segretaria dal futuro il libro Frankenstein e permette alla giovane di leggerlo. Mary
nel frattempo vive in una villa ed apparentemente idealizza un rapporto a tre con Lord Byron e il suo futuro marito Shelley. Prenderà spunto proprio dal ciclostile fattole avere dallo scienziato per scrivere il romanzo. Il film si conclude in un futuro post atomico dove l'arma di Buchanan è stata fatta detonare, in un ghiacciaio.